# Gillstads kyrka
Gillstads kyrka är en kyrkobyggnad som sedan 2006 tillhör Örslösa församling (tidigare Gillstads församling) i Skara stift. Den ligger i Gillstads kyrkby i Lidköpings kommun.

## Kyrkobyggnaden
Kyrkans historia går tillbaka till 1100-talet, men dess nuvarande utseende stammar i huvudsak från 1700-talet. Omkring år 1680 breddades koret till samma storlek som långhuset. På 1700-talet förstorades fönstrem och nya togs upp. Tittar man noga på tornets framsida ser man året "1924". Tornet rasade nämligen och ett nytt färdigställdes det året.

## Inventarier
- Dopfunten av sandsten är från 1100-talet och har uttömningshål. Funten har cylindrisk cuppa som är konisk nedtill och en cylindrisk fot som är konisk upptillt. Mellan cuppa och fot finns en kraftig skulpterad vulst.
- En madonnaskulptur utförd i ek är från senare delen av 1200-talet. Höjd 100 cm. Jungfru Maria bär en krona och sitter på en tron med Jesusbarnet sittande på vänster knä. Maria och barnet är skurna i ett stycke.[1]
- Predikstolen är från 1744. Korgen är indelad i fält och har en skulptur i varje hörn. Skulpturerna föreställer de fyra evangelisterna, Mose samt ännu en helig man. Predikstolen sitter fast i väggen och saknar fot.
- Orgeln är byggd 1925 av Nordfors och co och är omdisponerad 1948. Numera har orgeln sju stämmor, en manual och pedal.

## Omgivning
- Sydöst om kyrkan finns en fristående klockstapel av trä som är byggd 1768. Ena kyrkklockan är gjuten 1687 av Petter Böök. Andra kyrkklockan är gjuten 1764 av Nils Billsten, Skara.
- Väster om kyrkan finns de flesta gravvårdarna. Ett par gravstenar är från 1600-/1700-tal (i ganska dåligt skick). Två gravstenar är från medeltiden.

## Bilder

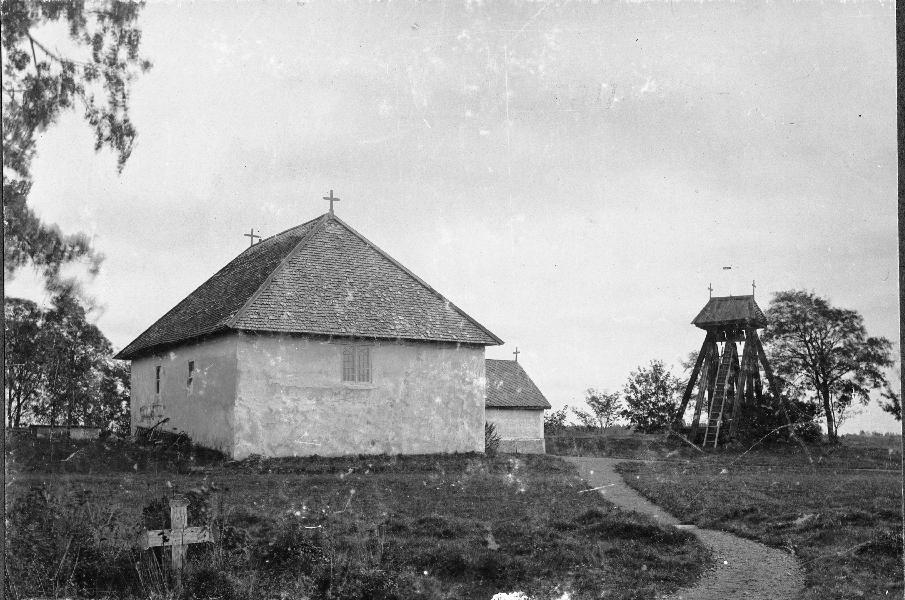
Exteriör på foto 1889.
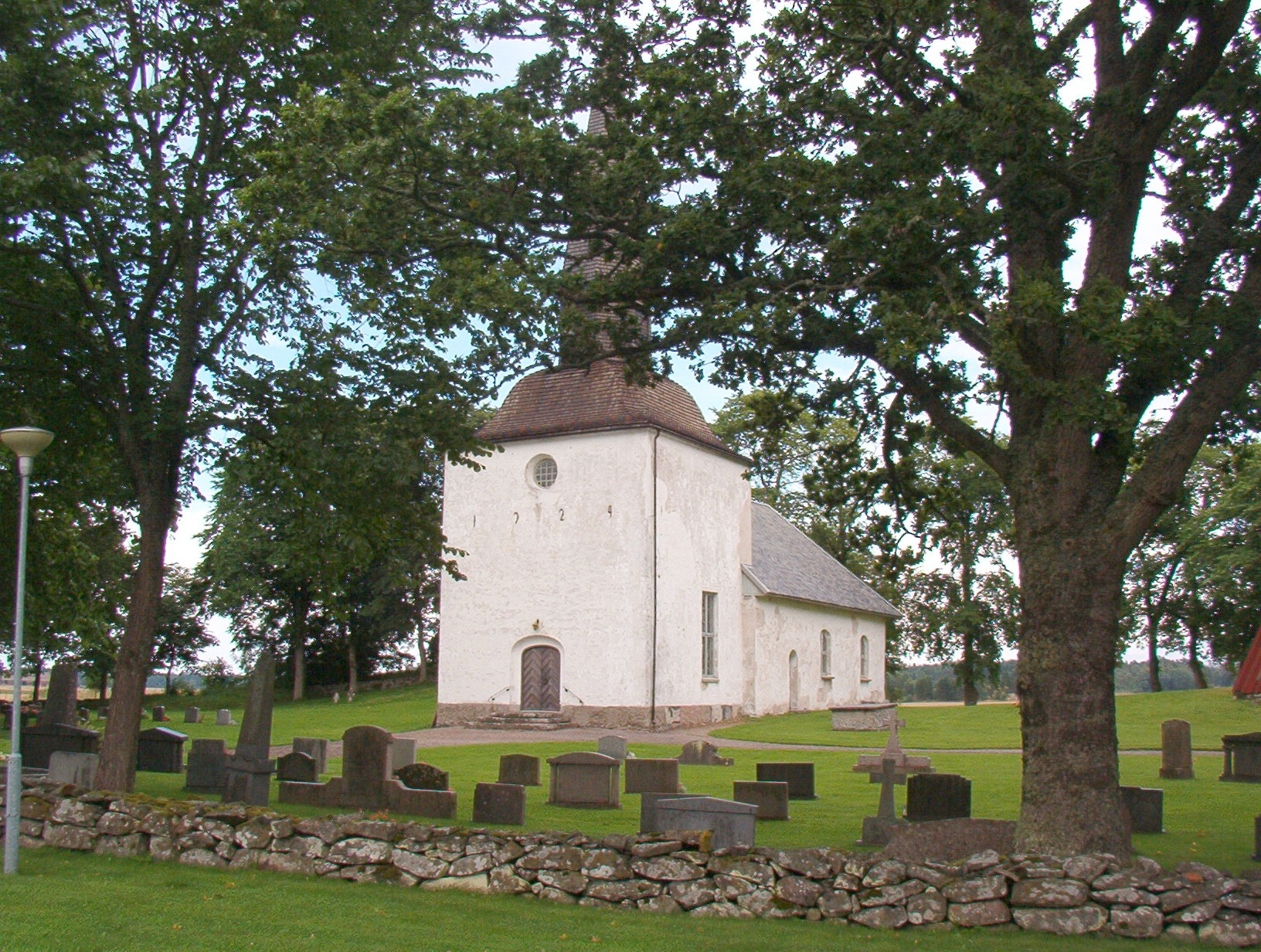
Exteriör.
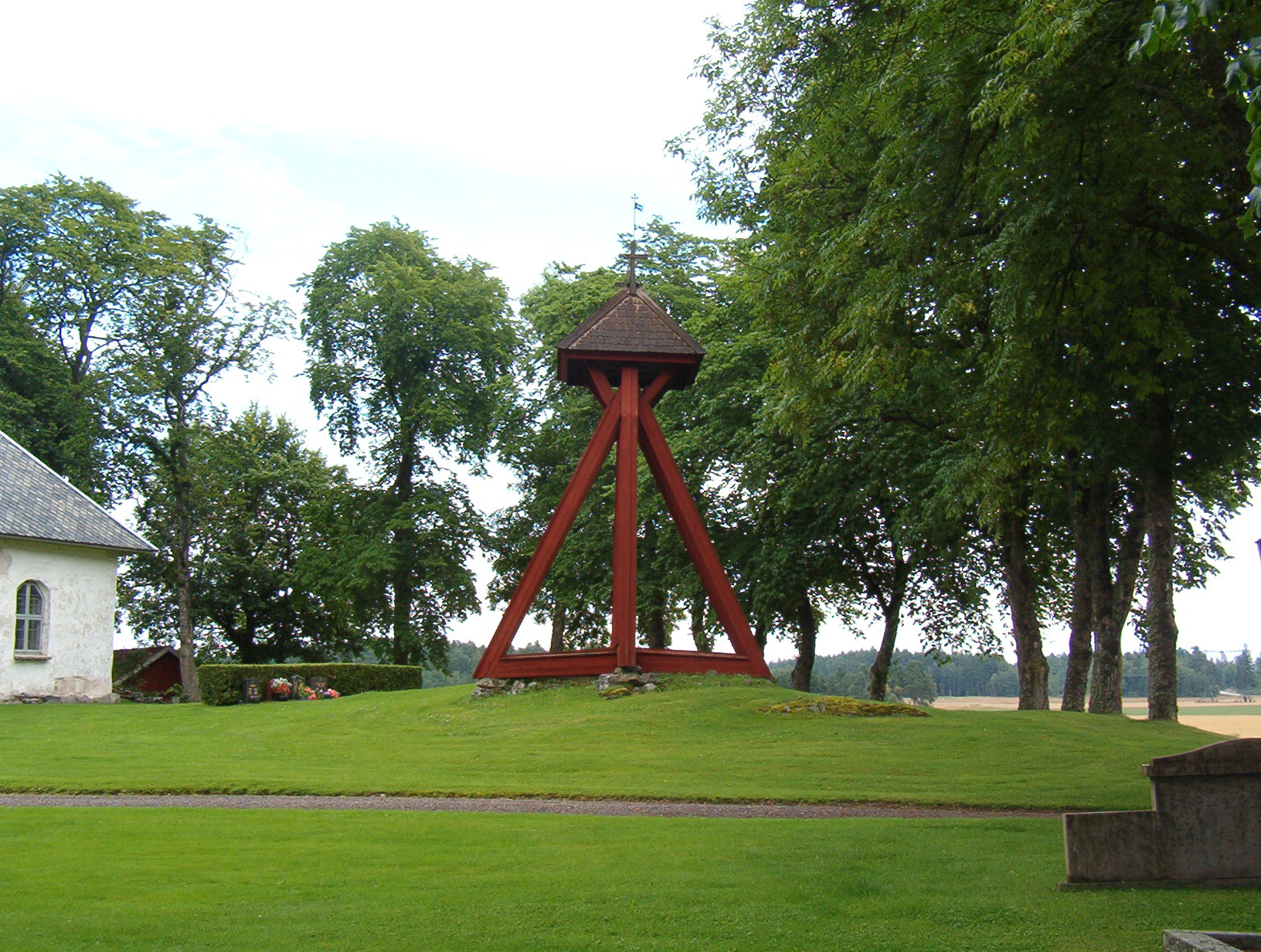
Klockstapeln.
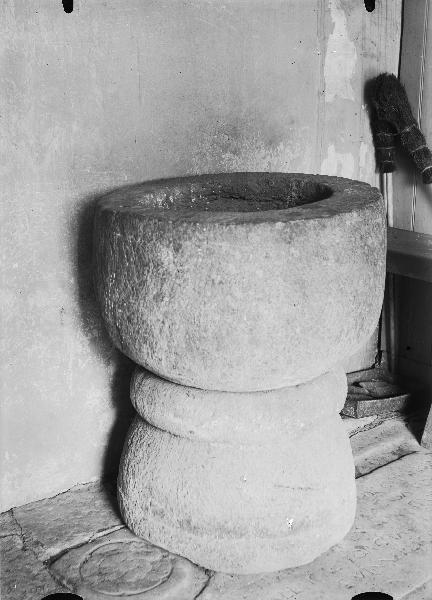
Dopfunten.
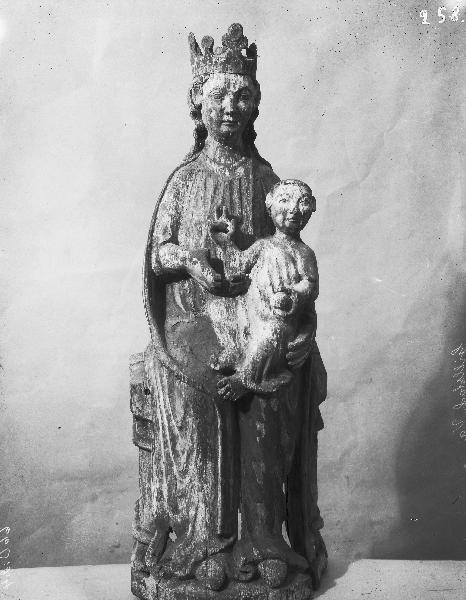
Madonnan.